# Ichtratzheim
Ichtratzheim es una localidad y comuna francesa situada en el departamento de Bajo Rin, en la región de Alsacia.

## Demografía
| 191 | 206 | 286 | 295 | 280 | 282 |
| Para los censos de 1962 a 1999 la población legal corresponde a la población sin duplicidades (Fuente: INSEE [Consultar]) |     |     |     |     |     |